# Tito Manlio (Vivaldi)
Tito Manlio ist eine Oper (Originalbezeichnung: „Dramma per musica“, RV 738) in drei Akten von Antonio Vivaldi (Musik) mit einem Libretto von Matteo Noris. Sie wurde in der Karnevalsaison 1719 im Teatro Arciducale in Mantua uraufgeführt.

## Handlung
Die Handlung der Oper basiert auf einer historischen Begebenheit aus der Frühzeit Roms während der Latinerkriege, wie sie im 22. Buch von Livius’ Ab urbe condita im 60. Kapitel berichtet wird.:264 Im „Argomento“ des Librettos ist sie folgendermaßen wiedergegeben:
Die mit Rom verbündeten latinischen Stämme forderten die gleichen politischen Rechte im Staat. Als der römische Senat diese verweigerte, rebellierten sie und erklärten den Krieg. Der Konsul Tito Manlio (Titus Manlius Imperiosus Torquatus) schickte seinen Sohn aus, um das latinische Lager zu erkunden, befahl ihm aber, sich unter keinen Umständen auf eine Schlacht außerhalb der militärischen Formationen einzulassen, da Latiner und Römer nicht ausreichend voneinander unterschieden werden konnten. Als Manlio dem latinischen Edelmann Geminio Mezio begegnete, der ihn beleidigte und zum Zweikampf herausforderte, schickte er seine Begleiter fort und kämpfte gegen Geminio, den er tötete. Bei seiner triumphalen Rückkehr nach Rom wurde er von seinem Vater beschuldigt, die Autorität des Senats missachtet und das Gesetz gebrochen zu haben und zum Tod durch Enthauptung verurteilt.:262

### Erster Akt
Tempel mit Altar
Szene 1. Der römische Konsul Tito Manlio lässt sein Volk und seine Soldaten schwören, die Latiner zu hassen. Der Hauptmann Decio stimmt als erster stellvertretend für das Heer ein. Überraschenderweise leistet auch der Latiner Lucio den Schwur, denn er liebt Titos Tochter Vitellia. Es folgt Titos Sohn Manlio. Dann fordert Tito auch seine Tochter Vitellia und Manlios latinische Verlobte Servilia dazu auf – doch beide weigern sich. Tito löst unverzüglich Servilias Verlobung mit seinem Sohn und lässt Vitellia bis zur Klärung ihres Verhaltens in ihr Zimmer sperren. 
Szene 2. Tito befiehlt seinem Sohn, das feindliche Lager auszukundschaften. Dabei dürfe er sich aber unter keinen Umständen in einen Kampf verwickeln lassen, da ein Gesetz des Senats dies jedem schwerttragenden Ritter verbiete (Arie Tito: „Se il cor guerriero“).
Szene 3. Servilia wirft Manlio vor, durch seinen Schwur ihre Liebe verraten zu haben. Manlio entgegnet, sie habe durch ihre Weigerung die Chance vertan, Römerin zu werden. Ihre Verlobung sei nun hinfällig (Arie Manlio: „Perché t’amo mia bella mia vita“). Sie trennen sich mit zwiespältigen Gefühlen.
Szene 4. Nachdem Manlio gegangen ist, grübelt die verzweifelte Servilia darüber nach, was das Schicksal wohl noch für sie beide vorgesehen hat (Arie Servilia: „Liquore ingrato“).
Gemächer
Szene 5. Lucio offenbart Decio seine Gefühle für Vitellia. Decio, der selbst heimlich in Vitellia verliebt ist, mahnt ihn zur Vorsicht, da Vitellias Herz vielleicht bereit einem anderen gehöre. Doch Lucio ist hoffnungsfroh (Arie Lucio: „Alla caccia d’un bell’adorato“).
Szene 6. Decio leidet unter seiner Liebe zu Vitellia. Er muss sie geheim halten, da sein Stand eine Verbindung nicht zulässt (Arie Decio: „È pur dolce ad’un anima amante“).
Szene 7. Vitellia schickt ihren Diener Lindo mit einem Brief an ihren Geliebten, den latinischen Hauptmann Geminio, in das feindliche Lager.
Szene 8. Tito kommt mit Lucio und einem Soldaten mit Ketten auf einer Schale zu Vitellia. Lucio soll sie dazu bringen, die Gründe für ihre Schwur-Verweigerung zu nennen. Da Vitellia hartnäckig schweigt, droht Tito ihr mit Folter und überlässt das weitere Verhör Lucio (Arie Tito: „Orribile lo scempio“).
Szene 9. Lucio gesteht Vitellia seine Liebe. Er bittet sie, den Schwur doch noch zu leisten. Er wolle Tito um ihre Hand bitten und als Gegenleistung den Latinerhauptmann Geminio in diesen Ketten in den Senat führen. Vitellia verbirgt ihre Empörung, da sie in seiner Liebe eine Chance sieht, ihre Ziele doch noch zu erreichen. Sie gestattet Lucio, um sie anzuhalten. Sie werde Tito sagen, was er wissen wolle. Lucio entfernt sich (Arie Lucio: „Parla a me speranza amica“).
Szene 10. Vitellia hat vor, ihrem Vater von ihrer Liebe zu Geminio zu erzählen, die sie dazu nutzen will, Frieden zwischen ihren beiden Völkern zu erreichen (Arie Vitellia: „Di verde ulivo“).
Lager der Latiner
Szene 11. Geminio ist begierig auf den Kampf mit den Römern, doch gleichzeitig seiner Liebe zur Römerin Vitellia verfallen (Aria breve Geminio: „Bramo stragi e son traffitto“).
Szene 12. Lindo erscheint mit Vitellias Brief, in der sie ihm von dem verweigerten Schwur berichtet und ihn bittet, schnellstens nach Rom zu kommen und sie zu retten. Er will sofort loseilen, doch dann erinnert er sich an seine Pflicht gegenüber seinem Volk. Er trägt Lindo auf, ihr mitzuteilen, dass er seine Aufgaben nicht vernachlässigen könne, ohne ihr unwürdig zu werden (Arie Lindo: „L’intendo e non l’intendo“).
Szene 13. Manlio kommt mit einigen römischen Reitern in das Lager und prahlt vor Geminio hochmütig mit seinen Waffen. Geminio fordert ihn zum Zweikampf heraus. Trotz des ausdrücklichen Befehls seines Vaters geht Manlio darauf ein. Beide ergreifen ihre Schwerter.
Szene 14. Servilia tritt zwischen die beiden. Sie erinnert sie daran, dass Manlia ihr Bräutigam und Geminio ihr Bruder und außerdem Vitellia in Gefahr ist. Sie fordert beide auf, die Waffen niederzulegen. Sie beruhigen sich. Geminio bittet Servilia, zu Tito zu gehen und ihm mitzuteilen, dass er Römer werden wolle, wenn er Vitellias Hand erhalte (Arie Servilia: „Parto, ma lascio l’alma“).
Szene 15. Während Geminio und Manlio den Fortgang Servilias beobachten, erinnert sich Geminio wieder an seine Pflichten als Latiner. Er fordert Manlio erneut heraus. Diesem bleibt als Ritter nichts anderes übrig, als die Herausforderung anzunehmen (Arie Manlio: „Sia con pace, o Roma augusta“).

### Zweiter Akt
Saal im Palast des Konsuls
Szene 1. Wie Vitellia ihm aufgetragen hat, bereitet Lucio Tito auf ihr Geständnis vor und bittet ihn um ihre Hand. Tito hat keine Einwände gegen Verbindung. Solange Vitellia jedoch Rom feindlich gesinnt sei, verdiene sie den Tod. Lucio bittet ihn um Mitgefühl für seine Tochter (Arie Lucio: „Non ti lusinghi la crudeltade“).
Szene 2. Vitellia läuft zu Titus, um ihm ihr Herz zu offenbaren. Sie wird durch die Rückkehr Servilias unterbrochen, die von der Aussicht auf Frieden berichtet: Ihr Bruder Geminio habe sich in Vitellia verliebt und sei bereit, seine Ansprüche auf das Konsulamt aufzugeben und Römer zu werden, wenn er sie zur Frau erhalte. Zur Freude der beiden Frauen – und zu Lucios Entsetzen – ist Tito einverstanden. Servilia soll Geminio sofort das Eheversprechen überbringen. Geminio könne als Latiner zwar kein Konsulamt erlangen, aber ihm werde die Liebe des Senats und Roms gehören (Duett Vitellia/Servilia: „D’impoviso riede il riso“).
Szene 3. Decio meldet die Rückkehr Manlios. Tito, Servilia und Vitellia erwarten ihn ungeduldig, um ihm die gute Nachricht mitzuteilen. Doch Manlio teilt ihnen mit, dass er von Geminio zum Duell gefordert wurde und ihn getötet habe. Die beiden Frauen fallen in Ohnmacht. Sie werden von Dienern in ihre Gemächer getragen.
Szene 4. Als Tito seinen Sohn auf das gebrochene Senatsgebot hinweist, rechtfertigt sich Manlio für seine Tat mit den vielfachen Beleidigungen Geminios. Er habe durch seinen Sieg über die Latiner eine ruhmwürdige Tat begangen. Tito jedoch beharrt darauf, dass er für seinen Ungehorsam bestraft werden müsse.
Szene 5. Manlio hat Schuldgefühle gegenüber Servilia (Arie Manlio: „Se non v’aprite al dì“).
Hof
Szene 6. Lindo versucht, Vitellia davon abzuhalten, zum Grab ihres Geliebten zu gehen. Diese aber dürstet nach Rache (Arie Vitellia: „Grida quel sangue“).
Szene 7. Servilia schließt sich Vitellia an, um ihren Bruder zu rächen und Manlio zu töten, obwohl sie ihn noch immer liebt. Lindo bemüht sich vergeblich, sie aufzuhalten (Arie Lindo: „Rabbia ch’accendasi in cor di femmina“).
Szene 8. Manlio versucht vergeblich, seine Tat vor Vitellia und Servilia zu rechtfertigen. Da nun niemand mehr zu ihm hält, fordert er Vitellia auf, Servilia ihren Dolch zu geben, damit sie ihn töten kann. Er glaubt nicht, dass sie dazu in der Lage ist.
Szene 9. Decio kommt mit einem Soldaten, der Fußketten bringt. Tito hat befohlen, Manlio diese anzulegen und ihn in den Kerker zu sperren. Servilias Liebe zu Manlio regt sich wieder. Sie will für ihn um Gnade bitten (Duett Servilia/Vitellia: „Dar la morte a te, mia vita“).
Szene 10. Decio zeigt Mitgefühl für Manlio. Lucio kommt, einen Brief lesend, hinzu. Die drei unterhalten sich über diese Wendung des Schicksals (Arie Manlio: „Vedrà Roma, e vedrà il Campidoglio“).
Szene 11. Lucio hält Rom für undankbar. Der Brief hat ihn davon überzeugt, dass er sich für Manlio einsetzen muss (Arie Lucio: „Combatta un gentil cor“).
Salon
Szene 12. Von Selbstzweifeln geplagt verfasst Tito das Todesurteil gegen seinen Sohn.
Szene 13. Decio bittet Tito vergeblich um Gnade für Manlio, der immerhin den feindlichen Anführer besiegt habe und im Heer unentbehrlich sei. Zudem sei er Titos eigener Sohn (Arie Decio: „No che non morirà“).
Szene 14. Auch Servilia bittet Tito um Gnade für Manlio. Ihre Rede beeindruckt Tito, doch beeinflusst sie sein Urteil nicht mehr. Er gestattet ihr jedoch, gemeinsam mit Manlio im Kerker zu sterben (Arie Servilia: „Andrò fida, e sconsolata“).
Szene 15. Nun tritt Vitellia vor Tito. Sie bittet nicht um Gnade für ihren Bruder, sondern verlangt Rache für den Tod ihres Geliebten. Zudem schwört sie den Latinern „Mord, Terror, Gemetzel und Untergang“, da der Grund für ihre ursprüngliche Weigerung nicht mehr existiere.
Szene 16. Tito beauftragt Lucio, Manlio das unterschriebene Urteil vorzulesen. Er verspricht ihm die Hand Vitellias (Arie Tito: „Legga, e vegga in quel terribile“).
Szene 17. Vitellia teilt Lucio mit, dass sie ihn nicht heiraten werde, sondern Geminio auch nach dessen Tod treu bleiben wolle (Arie Vitellia: „Povero amante cor“).
Szene 18. Lucio ist entschlossen, Manlio zu retten (Arie Lucio: „Fra le procelle“).

### Dritter Akt
Grausiger Kerker mit brennenden Fackeln. Nacht

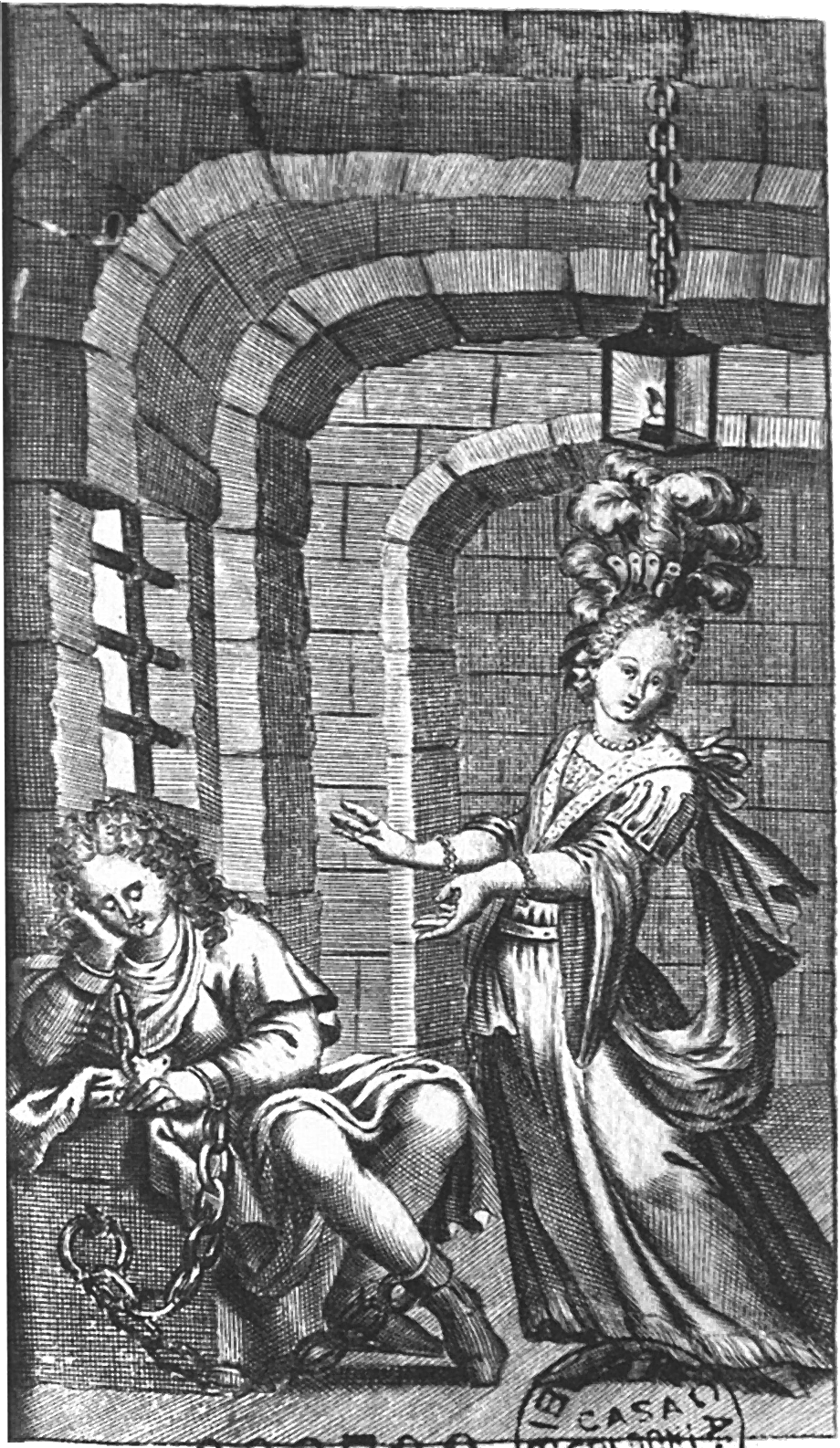
Dritter Akt: Servilia besucht den schlafenden Manlio im Gefängnis

Szene 1. Servilia betrachtet liebevoll den mit gefesselten Füßen schlafenden Manlio (Arie Servilia: „Tu dormi in tante pene“). Nachdem er erwacht ist, berichtet sie ihm von ihrem fehlgeschlagenen Gnadengesuch. Er bittet sie, noch einmal zu Tito zu gehen, um ihm zu sagen, dass er selbst um Gnade bitten wolle (Arie Servilia: „Parto contenta, volto vezzoso“).
Szene 2. Lucio erscheint mit dem Todesurteil. Manlio soll bereits am nächsten Morgen enthauptet werden. Lucio teilt ihm mit, dass er vom latinischen Heer zum Anführer erwählt wurde. Er habe zwar kein persönliches Interesse an dieser Position, werde sie aber annehmen, um Manlio mit Hilfe seiner Truppen zu retten. Manlio aber ist gefasst. Seiner Meinung nach habe er durch den Zweikampf Rom treu gedient, und das wolle das auch weiterhin, selbst wenn es ihn das Leben koste. Lucio ist beeindruckt (Arie Lucio: „Chi seguir vuol la costanza“).
Szene 3. Manlio kann die Anwesenheit seiner Geliebten in dieser demütigenden Lage kaum ertragen. Doch sie weigert sich zu gehen und erklärt, mit ihm gemeinsam sterben zu wollen (Duett Servilia/Manlio: „Non mi vuoi con te, o crudele“).
Gemächer
Szene 4. Vitellia beauftragt Lindo, die Meinungen des Volks über das Todesurteil herauszufinden (Arie Lindo: „Brutta cosa è il far la spia“).
Szene 5. Lucio berichtet Vitellia von Manlios gefasster Aufnahme des Urteils. Er wirbt erneut um sie. Doch Vitellia fordert als Liebesbeweis den Kopf Manlios (Arie Vitellia: „A te sarò fedele“). Sie geht.
Szene 6. Lucio ist entsetzt über Vitellias Grausamkeit (Arie Lucio: „Non basta al labbro“).
Szene 7. Tito und Servilia kommen in das Zimmer, um dort Manlio zu erwarten, der noch einmal mit seinem Vater sprechen darf. Tito erklärt, sich auf keinen Fall erweichen lassen zu wollen (Arie Tito: „No, che non vedrà Roma“).
Szene 8. Manlio erscheint und will zunächst unterwürfig die Hand seines Vaters küssen. Doch Tito verweigert ihm diesen letzten Liebesbeweis. Da Manlio demnächst das Antlitz des Todes küssen werde, sei er nicht mehr würdig, die Hand des Richters zu küssen. Tito wendet sich von ab. Diesen Moment nutzt Manlio geschickt für seinen Handkuss. Er wirkt augenblicklich: Titos Vaterliebe regt sich wieder. Er kann das Urteil zwar nicht mehr aufheben, gestattet ihm aber eine letzte väterliche Umarmung. Als Manlio ihn darum bittet, Servilia bei sich aufzunehmen, verspricht Tito, sie an seiner Stelle zu heiraten. Er entfernt sich mit Lucio.
Szene 9. Manlio versucht, die widerstrebende Servilia davon zu überzeugen, Tito zu heiraten und ihm seine Strenge zu vergeben (Arie Manlio: „Ti lascerei gl’affetti miei“).
Szene 10. Servilia hofft, dass diese Nacht ewig währen wird (Arie Servilia: „Sempre copra notte oscura“).
Straße außerhalb Roms mit Blick auf den Tiber
Szene 11. Vitellia und Lindo erwarten Manlio auf dem Weg zu seiner Hinrichtung (Arie Lindo: „Mi fa da piangere“).
Szene 12. Servilia gesellt sich zu ihnen.
Szene 13. Manlio erscheint mit Lucio, Soldaten und Lektoren. Er versichert Vitellia, dass er vor dem Zweikampf nichts von ihrer Liebe zu Geminio gewusst habe. Vitellia trauert noch um ihren Geliebten, doch Servilia verabschiedet sich schmerzerfüllt von Manlio. Dieser bittet Lucio, den Krieg gegen Rom zu beenden. Er macht sich auf den Weg zum Richtplatz. Da besinnt sich Vitellia auf ihre Geschwisterliebe. Sie läuft ihm nach und verspricht, ebenso wie Servilia, mit ihm gemeinsam sterben zu wollen.
Szene 14. Decio erscheint mit bewaffneten Soldaten. Er erklärt, dass Manlio Ruhm verdient habe und nun nicht mehr Rom gehöre, sondern ihnen, der Armee. Er setzt ihm einen Lorbeerkranz auf (Arie Manlio: „Doppo si rei disatri“).
Szene 15. Tito schreitet ein, doch muss er anerkennen, dass der Wille des Heeres über dem Gesetz steht. Er vergibt Manlio und vereint ihn mit Servilia. Lucio bittet ihn um die Hand Vitellias und verspricht, als Oberbefehlshaber der Latiner im Gegenzug den Krieg zu beenden. Um den Frieden zu sichern, erklärt sich Vitellia bereit, ihn zu erhören. Decio und Servilia preisen Manlio als „Helden des Kapitols“. Alle stimmen ein (Tutti: „Sparì già dal petto“).

## Gestaltung
Die Besetzung der Oper benötigt ein flautino (Sopranino-Blockflöte), zwei flauti grossi (Tenor-Blockflöten), zwei Oboen, (zwei?) Fagott(e), zwei Hörner, zwei Trompeten, Pauken, Viola d’amore (später durch Violine ersetzt), (zwei?) Solo-Violine(n), Solo-Violoncello, Streicher und Basso continuo. In jeweils einer Arie spielen Blockflöte, Oboe, Violine oder Violoncello als obligates Soloinstrument. Die Angaben in der Literatur differieren geringfügig. Bei einigen Autoren fehlen beispielsweise die Trompeten oder flauti grossi.
Die ungewöhnliche Besetzung deutet auf eine gute Ausstattung des Orchesters in Mantua hin. Vivaldi nutzt die Instrumente auf vielfältige Weise. Manchmal werden einzelne Instrumente weggelassen oder verdoppeln ein anderes Instrument, um dieses zu verstärken oder eine besondere Färbung zu erreichen. Das Orchester kann einen dichten polyphonen Satz erzeugen (z. B. Titos Arie „Se il cor guerriero“, I:2) oder sich auf die Verstärkung der Gesangsstimme beschränken, wie z. B. Lucios Arie „Parla a me speranza amica“ (I:9).
Auch in der Textbehandlung erweist sich Vivaldi als außerordentlich einfallsreich. In Titos „Se il cor guerriero“ (I:2) werden Waffengeräusche durch rhythmische Strukturen abgebildet. Lindos Verblüffung in „L’intendo e non l’intendo“ (I:12) wird durch unvermittelte Melodie-Brüche dargestellt. Besonders hervorzuheben ist zudem die Qualität von Vivaldis melodischen Einfällen. Decios „È pur dolce ad’un anima amante“ (I:6) und das Duett Servilia/Vitellia „Dar la morte a te, mia vita“ erinnern an die besten Melodien Händels und verweisen in ihrer Volkstümlichkeit auf Verdi.

### Musiknummern
Die Oper besteht aus den folgenden Stücken:
Erster Akt
- Szene 1. Rezitativ (Tito): „Popoli, chi è romano, e chi di Roma“
  - Accompagnato (Tito): „A’voi del basso averno deità riverite“ – für Streicher und Basso continuo
  - Arioso (Decio, Lucio, Servilia): „Quanto Tito ora giurò guira armata“ – … (D-Dur), für Violinen I/II, Viola und Basso continuo
  - Rezitativ (Manlio): „Di Flegetonte al nume porto la destra“ – für Streicher und Basso continuo
  - Rezitativ (Tito, Servilia, Vitellia, Lucio, Manlio): „Per le romane vergini, tu ancora“
- Szene 2. Rezitativ (Tito, Manlio): „Manlio. Mio genitore. Vattene: vesti l’armi“
  - Arie (Tito): „Se il cor guerriero“ – Allegro (g-Moll), für Streicher und Basso continuo
- Szene 3. Rezitativ (Manlio, Servilia): „Ah Manlio. Mia Servilia. Lasciami traditor“
  - Arie (Manlio): „Perché t’amo mia bella mia vita“ – Allegro (A-Dur), für Streicher und Basso continuo
- Szene 4. Rezitativ (Servilia): „O’ dio! Sento nel petto, con moti vari“
  - Arie (Servilia): „Liquore ingrato“ – Andante (g-Moll), für Streicher und Basso continuo; vgl. La verità in cimento RV 739 II:5, I:4
- Szene 5. Rezitativ (Lucio): „Si per Vitellia, io lascio anch’il nome latino“
  - Arie (Lucio): „Alla caccia d’un bell’adorato“ – Allegro (F-Dur), für zwei Hörner, zwei Oboen, Streicher und Basso continuo; vgl. die Serenata Mio cor povero cor RV 690.12
- Szene 6. Rezitativ (Decio): „Vanne, amante felice se scoprir le tue fiamme“
  - Arie (Decio): „È pur dolce ad’un anima amante“ – Allegro (B-Dur), für Violinen I/II und Basso continuo; vgl. Giustino RV 717 I:12
- Szene 7. Rezitativ (Lindo, Vitellia): „E ch’a Geminio in campo“
- Szene 8. Arioso (Vitellia): „O silenzio del mio labbro“ – Andante (F-Dur), für Basso continuo
  - Rezitativ (Tito, Lucio, Vitellia): „Parla, tenta e minccia“
  - Arie (Tito): „Orribile lo scempio“ – Allegro (B-Dur), für Streicher und Basso continuo; vgl. La Silvia RV 734 III:9
- Szene 9. Rezitativ (Lucio, Vitellia): „E catene di ferro io darò al piede“
  - Arie (Lucio): „Parla a me speranza amica“ – Allegro (F-Dur), für Violinen I/II, Viola und Basso continuo; vgl. Giustino RV 717 II:13 und Orlando finto pazzo RV 727 III:7
- Szene 10. Rezitativ (Vitellia): „Volerò a Tito il padre“
  - Arie (Vitellia): „Di verde ulivo“ – … (G-Dur), für Viola solo, Violoncello solo und Basso continuo
- Szene 11. Aria breve (Geminio): „Bramo stragi e son traffitto“ – Allegro (D-Dur), für Streicher und Basso continuo
  - Rezitativ (Geminio): „Nemico allor, ch’io mi partii da Roma“
- Szene 12. Rezitativ (Lindo, Geminio): „Signor Lindo t’invia Vitellia questo foglio“
  - Arie (Lindo): „L’intendo e non l’intendo“ – … (G-Dur), für Streicher und Basso continuo
- Szene 13. Rezitativ (Geminio, Manlio): „Qual di pochi romani armata schiera“
- Szene 14. Rezitativ (Servilia, Geminio, Manlio): „Deh che veggio! Fermatevi“
  - Arie (Servilia): „Parto, ma lascio l’alma“ – Allegro / Adagio / Allegro (Es-Dur), für Violoncello, Streicher und Basso continuo
- Szene 15. Rezitativ (Geminio, Manlio): „Che feci mai? Per femmina romana“
  - Arie (Manlio): „Sia con pace, o Roma augusta“ – Allegro (D-Dur), für Streicher und Basso continuo, aus Scanderbeg RV 732 I:8, mit musikalisch dargestellten „Ketten“.

Zweiter Akt
- Szene 1. Rezitativ (Tito, Lucio): „Dunque l’occulta, e grave“
  - Arie (Lucio): „Non ti lusinghi la crudeltade“ (erste Fassung) – Larghetto (a-Moll), für Streicher und Basso continuo; vgl. L’incoronazione di Dario RV 719 II:6
  - Arie (Lucio): „Non ti lusinghi la crudeltade“ (zweite Fassung) – Andante (c-Moll), für Violinen I/II und Basso continuo
- Szene 2. Rezitativ (Vitellia, Servilia, Tito, Lucio): „Padre: a te solo io palesar intendo“
  - Duett (Vitellia, Servilia): „D’impoviso riede il riso“ – Allegro (F-Dur), für zwei(?) Flöten, Violinen I/II und Basso continuo; vgl. Ercole su’l Termodonte RV 710 I:1
- Szene 3. Rezitativ (Decio, Vitellia, Tito, Lucio, Servilia, Manlio): „Manlio di Tito il figlio ora qui viene“
- Szene 4. Rezitativ (Tito, Manlio): „E’ questa, Manlio, è questa dal senato la legge?“
- Szene 5. Rezitativ (Manlio): „E attender io dovea, che le onorate“
  - Arie (Manlio): „Se non v’aprite al dì“ – … (f-Moll), für zwei Hörner, Streicher und Basso continuo, „a high point of Manlio’s music“[1]:269
- Szene 6. Rezitativ (Lindo, Vitellia): „No; fermati signora, ove sepolto“
  - Arie (Vitellia): „Grida quel sangue“ – Allegro (F-Dur), für Streicher und Basso continuo
- Szene 7. Rezitativ (Servilia, Lindo, Vitellia): „Vitellia dove?“
  - Arie (Lindo): „Rabbia ch’accendasi in cor di femmina“ – Presto (h-Moll), für Violinen I/II, Viola und Basso continuo
  - Rezitativ (Lindo, Vitellia, Servilia): „Eccolo! – Indegno! – Come“
- Szene 8. Rezitativ (Manlio, Servilia, Vitellia): „Mia Servilia; Vitellia! – Manlio crudele“
- Szene 9. Rezitativ (Decio, Servilia, Manlio, Vitellia, Decio): „Manlio, Tito al tuo piede“
  - Duett (Servilia, Vitellia): „Dar la morte a te, mia vita“ – Allegro (a-Moll), für Violinen I/II und Basso continuo
- Szene 10. Rezitativ (Manlio, Decio, Lucio): „Tu al carcere mi guidi“
  - Arie (Manlio): „Vedrà Roma, e vedrà il Campidoglio“ – Presto (B-Dur), für Violinen I/II, Viola und Basso continuo; vgl. Ercole su’l Termodonte RV 710 I:4
- Szene 11. Rezitativ (Lucio): „Ingrata Roma, e più di Roma ingrato“
  - Arie (Lucio): „Combatta un gentil cor“ – Allegro (C-Dur), für Trompete, Streicher und Basso continuo
- Szene 12. Rezitativ (Tito): „Già da forte catena“
- Szene 13. Rezitativ (Tito, Decio): „Decio, che porti?“
  - Arie (Decio): „No che non morirà“ – Allegro (e-Moll), für Streicher und Basso continuo
- Szene 14. Rezitativ (Servilia, Tito): „Amor, su questa labbra“
  - Arie (Servilia): „Andrò fida, e sconsolata“ – … (C-Dur), für zwei flauti grossi, Violinen I/II und Basso continuo
- Szene 15. Rezitativ (Tito, Vitellia): „Forte cor: non ti scuota o prego, o pianto“
- Szene 16. Rezitativ (Lucio, Tito): „Eccomi a Tito“
  - Arie (Tito): „Legga, e vegga in quel terribile“ – Allegro (G-Dur), für Violinen I/II und Viola
- Szene 17. Rezitativ (Vitellia, Lucio): „Addio. – Consorte. – A me?“
  - Arie (Vitellia): „Povero amante cor“ – Allegro (A-Dur), für Violinen I/II und Basso Continuo; nach „Povera fedeltà“[5] aus Ottone in villa RV 729A II:8; vgl. Giustino RV 717 II:10
- Szene 18. Rezitativ (Lucio): „Vanne perfida, và: Scempio del tuo furore“
  - Arie (Lucio): „Fra le procelle“ – … (G-Dur), für Streicher und Basso continuo

Dritter Akt
- Szene 1. Arioso (Manlio): „Sonno, se pur sei sonno“ – … (c-Moll), für Streicher und Basso continuo, im Anhang der Partitur, fehlt im gedruckten Libretto, Text aus Apostolo Zenos Griselda[1]:269; vgl. Tito Manlio RV 778 III:7
  - Rezitativ (Servilia): „Deposta Amor la benda“
  - Arie (Servilia): „Tu dormi in tante pene“ (1. Fassung) – Andante (d-Moll), für Viola d’amore (mit Skordatur a-d’-a’-d’’)[1]:268 und zwei Violinen
  - Arie (Servilia): „Tu dormi in tante pene“ (2. Fassung) – Largo (d-Moll), für Violine solo und Basso continuo
  - Rezitativ (Servilia, Manlio): „Oh! crudo indegno laccio“
  - Arie (Servilia): „Parto contenta, volto vezzoso“ – Allegro (f-Moll), für Streicher und Basso continuo
- Szene 2. Rezitativ (Manlio, Lucio): „Toglie, s’ella più resta“
  - Arie (Lucio): „Chi seguir vuol la costanza“ – Allegro (F-Dur), für Violinen I/II und Basso continuo; nach einem damals verbreiteten Lied;[5] vgl. Ottone in villa RV 729A I:5
- Szene 3. Rezitativ (Manlio, Servilia): „Servilia: tu qui resti, e quel tormento“
  - Duett (Servilia, Manlio): „Non mi vuoi con te, o crudele“ – Allegro (G-Dur), für Streicher und Basso continuo
- Szene 4. Rezitativ (Lindo, Vitellia): „Signora: d’ogni intorno“
  - Arie (Lindo): „Brutta cosa è il far la spia“ – Allegro (D-Dur), für Streicher und Basso continuo
- Szene 5. Rezitativ (Lucio, Vitellia): „Bella Vitellia…“
  - Arie (Vitellia): „A te sarò fedele“ – Allegro (D-Dur), für Violinen I/II, Viola und Basso continuo; vgl. Tito Manlio RV 778 III:4
- Szene 6. Rezitativ (Lucio): „Manlio mi baciò in volto“
  - Arie (Lucio): „Non basta al labbro“ – Allegro (G-Dur), für Violinen I/II, Viola und Basso continuo; vgl. Arsilda, regina di Ponto RV 700 II:8 und La virtù trionfante dell’amore e dell’odio overo Il Tigrane RV 740 II:6
- Szene 7. Rezitativ (Tito, Lucio, Servilia): „Ch’ei venga a me dinanzi“
  - Arie (Tito): „No, che non vedrà Roma“ – Allegro (a-Moll), für zwei(?) Fagotte und Violinen I/II; der zum Original-Libretto ergänzte Text dieser Arie (Tito will Härte zeigen) widerspricht dem Sinn der umgebenden Rezitative (Tito zeigt Mitleid gegenüber seinem Sohn)[1]:273
- Szene 8. Rezitativ (Manlio, Tito, Servilia, Lucio): „Padre, Tito, Signor, a queste labbra“
- Szene 9. Rezitativ (Servilia, Manlio): „Ingrato Manlio, ascolta“
  - Arie (Manlio): „Ti lascerei gl’affetti miei“ – Largo (c-Moll), für zwei Oboen, Fagott, Streicher und Basso continuo – schlichter Klagegesang mit viel „Neapolitanischer“ Harmonik[1]:269
- Szene 10. Rezitativ (Servilia): „O tu, che per Alcide“
  - Arie (Servilia): „Sempre copra notte oscura“ – … (F-Dur), für flautino und Violoncello solo; vgl. La verità in cimento RV 739 III:5
- Szene 11. Rezitativ (Vitellia, Lindo): „Tu il vedesti?“
  - Arie (Lindo): „Mi fa da piangere“ – Andante (G-Dur), für Streicher und Basso continuo
- Szene 12. Rezitativ (Linso, Servilia, Vitallia): „Servilia viene“
  - Sinfonia – … (C-Dur), für zwei Trompeten (gedämpft), zwei Oboen, Pauken, Streicher und Basso continuo, auch als erster Satz des Concerto funebre RV 579 bekannt[1]:268f
- Szene 13. Rezitativ (Manlio, Lucio, Lindo, Servilia, Vitellia): „È qui Servilia? Bella“
- Szene 14. Rezitativ (Decio): „Viva il Marte del Tebro“
  - Arie (Manlio): „Doppo si rei disatri“ – Allegro (C-Dur), für zwei Trompeten, zwei Oboen, Fagott, Pauken, Streicher und Basso continuo
- Szene 15. Rezitativ (Tito, Decio, Manlio, Lucio, Lindo, Servilia, Vitellia): „Non mori Manlio? Vilipeso in Roma“
  - Tutti: „Sparì già dal petto“ – Allegro (C-Dur), für zwei Trompeten, zwei Oboen, Pauken, Violinen I/II, (Viola) und Basso continuo; in unterschiedlichen Varianten in mehreren Werken genutzt, darunter auch im Oratorium Juditha triumphans[5]

## Werkgeschichte
Vivaldi schrieb seinen Tito Manlio wie auch die vorangegangene Oper Teuzzone (RV 736) zur Karnevalsaison 1718/1719 des Teatro Arciducale in Mantua, wo er seit dieser Spielzeit als Impresario wirkte.
Der Text der Oper stammt von Matteo Noris. Dessen Libretto Tito Manlio war 1696 erstmals in einer Vertonung von Carlo Francesco Pollarolo aufgeführt und seitdem in veränderten Fassungen auch von anderen Komponisten vertont worden. Vivaldi nutzte allerdings die Originalfassung von 1696, die er vermutlich 1718 in Florenz bekommen hatte. Er ergänzte einzelne Arientexte anderer Librettofassungen und nahm bei sechs Arien Bearbeitungen vor, um den Text an die Musik wiederverwendeter älterer Arien anzupassen.:266 Auffällig ist zudem, dass Vivaldi die komische Rolle des Dieners Lindo nicht nur beibehielt, obwohl die Opera seria dieser Zeit üblicherweise auf komische Charaktere verzichtete, sondern sie sogar für den auf komische Rollen spezialisierten Giovanni Battista Calvi ausweitete.
Die Premiere von Vivaldis Tito Manlio sollte ursprünglich anlässlich der Hochzeit von Prinz Philipp mit Eleonora Luisa Gonzaga di Guastalla (1686–1742) stattfinden. Daher enthält das Textbuch eine entsprechende Widmung an die Prinzessin. Die Heirat der beiden Witwer wurde zwar spontan abgesagt, die Oper aber dennoch aufgeführt.
Bei der Uraufführung in der Karnevalsaison 1719 im Teatro Arciducale in Mantua sangen Giovanni Francesco Benedetti (Tito Manlio), Margherita Gualandi (Manlio), Teresa Muzzi (Vitellia), Lorenzo Beretta (Decio), Anna D’Ambreville Perroni (Servilia), Gaspare Gerì (Lucio), Giuseppe Pederzoli (Geminio) und Giovanni Battista Calvi (Lindo). Von den beiden hohen Männerrollen wurde somit der Manlio von einer Sopranistin und der Lucio von einem Kastraten gesungen. Die Produktion erwies sich – wie auch die des Teuzzone – als außerordentlich erfolgreich. Es gab in dieser Saison insgesamt 36 Aufführungen der beiden Opern. In den beiden nächsten Jahren wurde der Tito Manlio außerdem in Venedig gespielt.

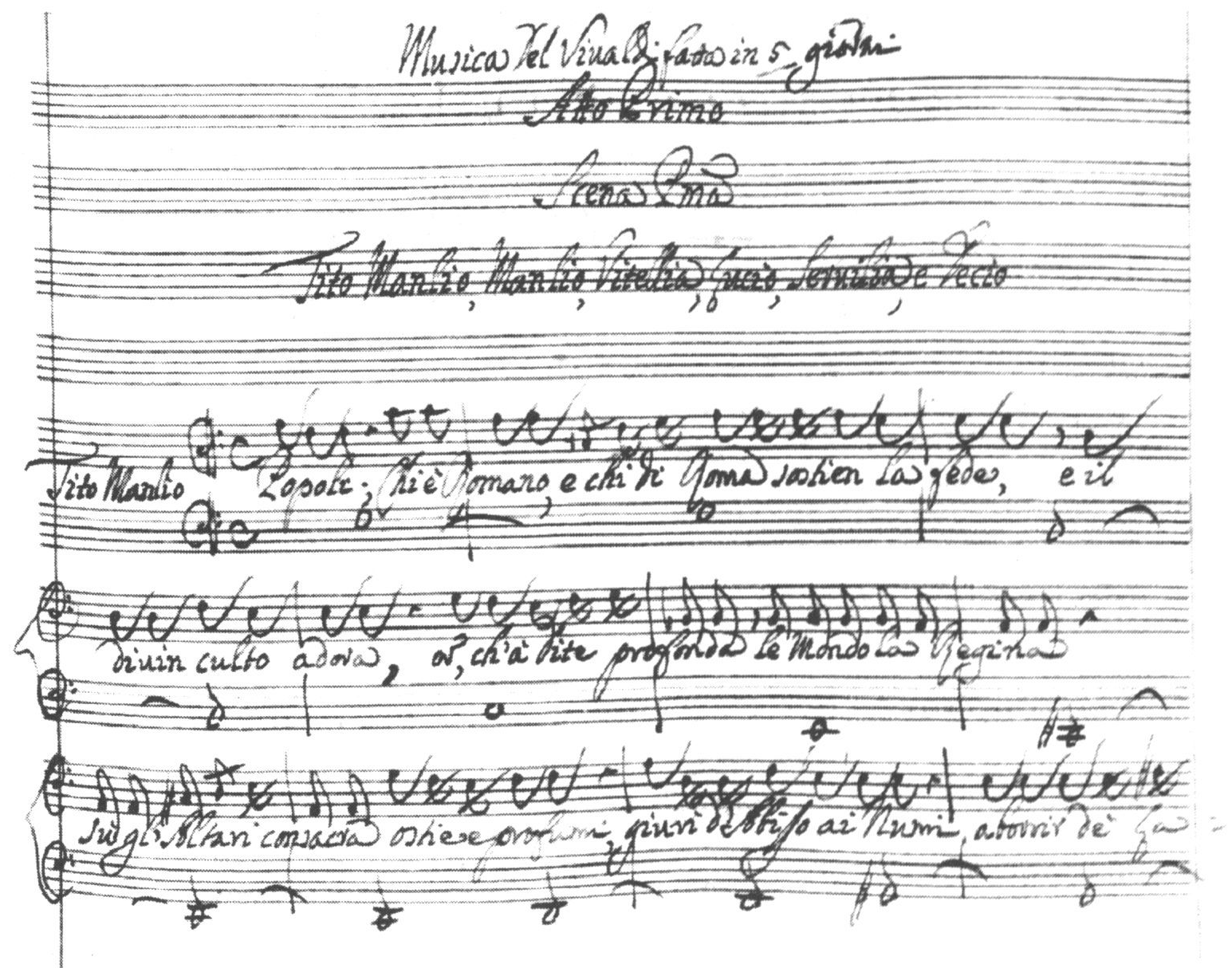
Titelblatt des autographen Manuskripts mit dem Hinweis „fatto in 5 giorni“

Am 8. Januar 1720 wurde in Rom eine weitere Oper mit dem Titel Tito Manlio (RV 778 und RV Anh. 56) aufgeführt, zu der Vivaldi den dritten Akt lieferte. Dabei handelte es sich um ein Pasticcio, dessen erster Akt im Wesentlichen von Gaetano Boni und dessen zweiter Akt von Giovanni Giorgi stammten. Vivaldi verwertete dabei auch einige Arien aus seiner vollständigen Vertonung. Von dem Pasticcio sind außer dem Textbuch nur einzelne Musiknummern erhalten, darunter die meisten geschlossenen Stücke des dritten Akts. Außer diesem stammt mindestens eine weitere Arie („La fatal sentenza al figlio“ im zweiten Akt) von Vivaldi.
Einer Zensoren-Freigabe zufolge plante Vivaldi möglicherweise für die Karnevalsaison 1739 eine Wiederaufnahme der Oper in Venedig (RV 738-B). Zeugnisse über eine tatsächliche Aufführung fehlen allerdings.:273
In Vivaldis Nachlass fanden sich später zwei Exemplare der Partitur: eine vermutlich zum Auszug der Stimmen erstellte und von Vivaldi korrigierte Kopistenabschrift (F. 37) sowie ein teilautographes Arbeitsmanuskript (G. 39). Letzteres trägt im Titel den bekannten Hinweis „fatto in 5 giorni“ („erstellt in 5 Tagen“), wobei es sich aber wohl nicht um die Dauer der Komposition handelte, sondern um die zum Erstellen der Partitur benötigte Zeit. Diese Partitur zeigt Anzeichen von großer Eile und ist teilweise kaum lesbar. Die Kopistenhandschrift entspricht wahrscheinlich der bei der Premiere in Mantua verwendeten Fassung. Keine der beiden Partituren enthält die Musik der einleitenden Sinfonia.